# Faune des Pyrénées
Cet article traite de la faune des Pyrénées, particulièrement des espèces sauvages endémiques et des espèces ou races domestiques originaires de cette chaîne montagneuse.
La faune des Pyrénées présente plusieurs exemples saisissants d'endémisme : Le Desman des Pyrénées peut être trouvé seulement dans certains cours d'eau et versants du nord de la chaîne, seul une autre espèce appartenant au même genre étant confinée aux fleuves du Caucase, dans la Russie méridionale. L'euprocte des Pyrénées (Calotriton asper), un cousin endémique de la salamandre, vit également dans les cours d'eau et les lacs situés aux altitudes élevées. Parmi les autres particularités de la faune pyrénéenne sont les insectes aveugles des cavernes de l'Ariège, les principaux genres étant l'Anophthalmus et l'Adelops. 
Le Bouquetin des Pyrénées s'est éteint en janvier 2000, quant à l'ours brun indigène des Pyrénées, il a été chassé jusqu'à sa quasi-extinction dans les années 90, on tente depuis 1996 de sauvegarder l'espèce avec la réintroduction d'ours apportés de Slovénie.

## Espèces domestiques

### Bovins
- Albère
- Aure-et-saint-girons
- Béarnaise
- Berger basque
- Betizu
- Gasconne des Pyrénées
- Lourdaise
- Monchina
- Pirenaica
- Terreña

### Caprins
- Catalane (race caprine)
- Pyrénées (race caprine)

### Équidés
- Âne catalan
- Âne des Pyrénées
- Cheval Castillonnais
- Cheval catalan (éteint)
- Cheval des montagnes du Pays basque
- Cheval navarrin (éteint)
- Mérens (cheval)
- Mule des Pyrénées
- Pottok
- Pyrénées catalanes

### Chiens
- Ariégeois
- Berger des Pyrénées
- Braque de l'Ariège
- Chien de montagne des Pyrénées ou patou des Pyrénées
- Berger catalan
- Mâtin des Pyrénées

### Oiseaux
- Dindon bleu de l'Ariège
- Euskal oiloa

### Ovins
- Aure et campan
- Barégeoise, utilisée pour le label Barèges-gavarnie.
- Basco-béarnaise
- Carranzana
- Castillonnaise
- Latxa, dont Latxa tête noire et Latxa tête rousse, en pays basque espagnol.
- Lourdaise
- Manech tête noire
- Manech tête rousse
- Tarasconnaise
- Sasi ardia

### Suidés
- Pie noir du Pays basque
- Porc bagnérais
- Porc gascon

## Espèces sauvages

### Caprins
- Bouquetin ibérique (Capra pyrenaica), la sous-espèce le Bouquetin des Pyrénées (Capra pyrenaica pyrenaica) est éteinte.
- Isard (Rupicapra pyrenaica)

### Rapaces

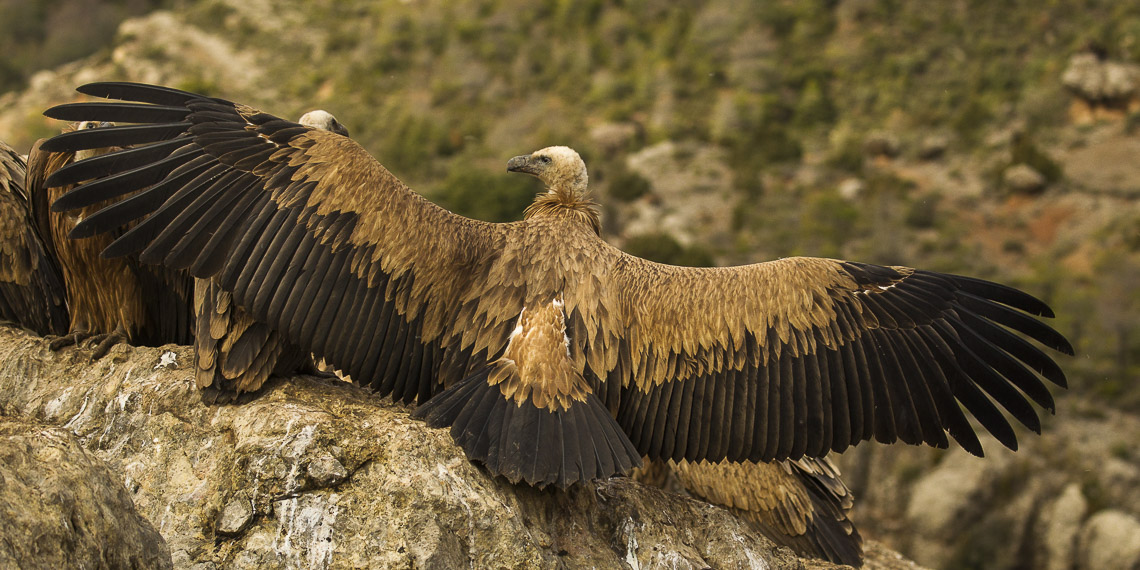
Vautour fauve à Conca de Dalt, Pyrénées catalanes.

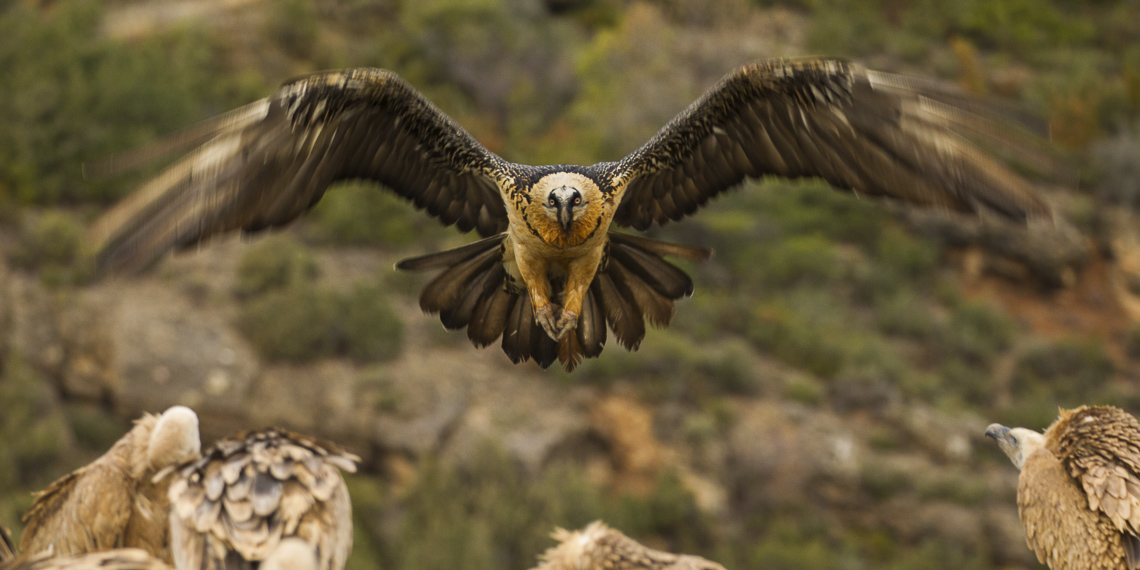
Gypaète barbu à Conca de Dalt, Pyrénées Catalanes.

- Aigle de Bonelli  (Aquila fasciata)
- Aigle royal (Aquila chrysaetos)
- Buse variable (Buteo buteo)
- Circaète Jean-le-Blanc (Circaetus gallicus)
- Faucon crécerelle (Falco tinnunculus)
- Hibou grand-duc (Bubo bubo)
- Gypaète barbu (Gypaetus barbatus)
- Milan noir (Milvus migrans)
- Milan royal (Milvus milvus)
- Pygargue à queue blanche (Haliaeetus albicilla)
- Vautour fauve (Gyps fulvus)
- Vautour percnoptère (Neophron percnopterus)
- Vautour moine (Aegypius monachus)

### Autres
- Cincle plongeur (Cinclus cinclus)
- Grand Tétras (Tetrao urogallus)
- Lagopède alpin (Lagopus muta)
- Loup gris (Canis lupus lupus)
- Ours des Pyrénées (Ursus arctos)
- Desman des Pyrénées (Galemys pyrenaicus)
- Lézard catalan (Podarcis liolepis)
- Euproctus asper
- Rana pyrenaica
- Vipère de Séoane (Vipera seoanei)

### Arachnides
- Diplocephalus culminicola
- Dresconella nivicola
- Iberina mazarredoi
- Telema tenella